# Божидар Мишић
Божидар С. Мишић, рођен у Бруснику (Неготинска Крајина) 1902. године, био личност која је значајно обележила културни развој Пирота у који се преселио као младић.
Био је дугогодишњи промотер спорта, посебно фудбала од ране младости 1920-их када су-оснива први спротски клуб па све до 1970-их година, тренирајући генерације ентузијаста, укључујући и асове са интернационалним фудбалским каријерама.
Он је и један од најпознатијих градских часовничарa, и први Србин који се у Пироту бавио овим занатом, део чије оставштине излаже Музеј Понишавља у том граду, а активно је учествовао и у просторном уређењу градског језгра града кроз организовање и суфинансирање озелењавања кроз набавку липа из свог родног краја (манастир Буково код Неготина) и уређења кеја у Пироту. Такође је поклонио земљу за градњу фудбалског стадиона у спомен на рано умрлог сина. 
Његовим залагањем западњачки модели женских ручних радова који су стизали преко Загреба, где је путовао ради пословних контаката, доношени су у Пирот и утицали на вез а посредно и ћилимарство кад је оно, у време Краљевине Југославије, организовано промовисано. Мишић је умро у Пироту 1980. године.
Слободан Мисић је унук, a Миодраг Којадиновић праунук Мишићеве сестре Косаре. Којадиновић помиње Мишића у приповеци написаној у косовско-ресавском дијалекту Баба-Маријин неискоришћени аусвајз за Пирот, измишљеном монологу своје чукунбабе, Мишићеве мајке, која би за време Другог светског рата жарко желела да из Брусника отпутује да посети сина и његову породицу у Пироту, али одустаје због несигурних времена.